# Delta del Níger

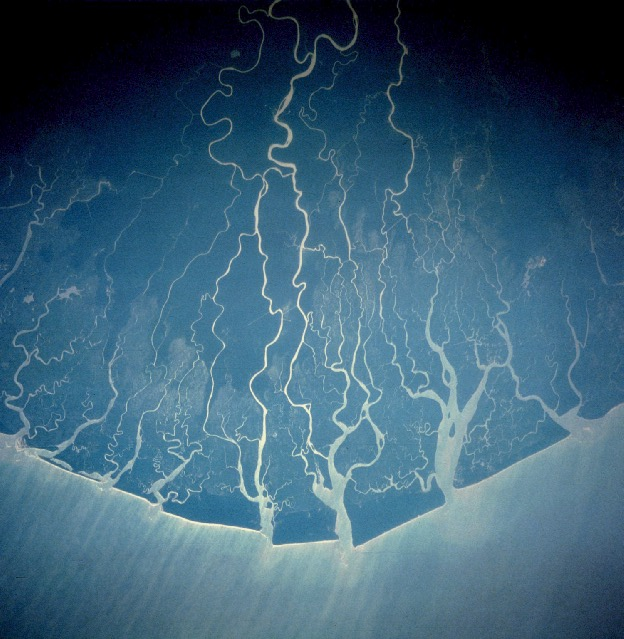
Vista aérea del delta del Níger. El norte se encuentra arriba.

El delta del Níger es el delta del río Níger en Nigeria, una región densamente poblada a veces denominada los ríos de aceite ya que antiguamente la misma era una gran productora de aceite de palma. Desde 1885 y hasta 1893 la zona fue el Protectorado de los Ríos de Aceite británico, luego se expandió y se convirtió en el Protectorado de la Costa del Níger.
Es uno de los 10 lugares más contaminados del mundo, destacando el vertido de Shell en 2008
El delta del Níger, tal como lo denomina en forma oficial el gobierno de Nigeria, abarca unos 70,000 km² y representa el 7.5% del territorio de Nigeria. Tanto desde un punto de vista histórico como cartográfico, comprende a los estados actuales de Bayelsa, Delta, y Rivers. En el 2000, sin embargo, el régimen de Obansanjo incluía a los estados de Abia, Akwa Ibom, Cross River, Edo, Imo y Ondo en la región. Unas 31 millones de personas habitan la región perteneciendo a más de 40 grupos étnicos incluidos los efik, ibibio, annang, oron, ijaw, itsekiri, igbo, isoko, urhobo, uoruba, y kalabari, los que hablan en conjunto unos 250 dialectos.